# Catherine Macaulay
Catharine Macaulay (narozená jako Catherine Sawbridge, později Catharine Graham) (23. března 1731 – 22. června 1791) byla významná anglická spisovatelka, historička, republikánka a podporovatelka strany Whigů.

## Život
Catharine Macaulay se narodila 23. března 1731 ve vesnici Wye jako dcera Johna Sawbridge (1699–1762), velkostatkáře z města Wye v hrabství Kent v Anglii, který byl z rodu nižších důstojníků z hrabství Warwickshire. Jeho otcem (a dědečkem Catherine) byl Jacob Sawbridge (c. 1665 - 11. červenec 1748), ředitel Společnosti jižních moří (South Sea Company). Její matkou byla Elizabeth Wanley (neznámé datum narození - 1733). Dětství strávila v šlechtické rezidenci zvané Olantigh poblíž města Wye v hrabství Kent, kterou koupil její dědeček v roce 1720. V roce 1679 ve stejném domě pobýval jako lékař jednoho z nájemníků i filozof John Locke.
Catharine byla vzdělávána výhradně v domácnosti soukromou vychovatelkou a o jejím raném životě neexistuje mnoho informací. V prvním svazku Dějin Anglie Macaulay uvádí, že byla velmi zvídavou čtenářkou, kterou oslovovaly především spisy o římských a řeckých dějinách. Dle výpovědi jejího přítele Benjamina Rushe je však toto tvrzení nepravdivé, neboť uvádí, že mu Macaulay sebe popsala jako: „bezstarostnou dívku až do svých dvaceti let, kdy teprve jsem našla zálibu v knihách a vědění četbou podivného svazku jakési historické knihy, který jsem našla na okně otcova domu“. Dle dostupných záznamů rovněž Macaulay uvedla Calebu Flemingovi, že neumí ani latinsky, ani řecky.
V roce 1757 navštívila Elizabeth Carterová, učenkyně latiny a řečtiny, akci v Canterbury, kde se setkala s tehdy 26letou Macaulay. V dopise své přítelkyni Carterová popsala Macaulay jako "velmi rozumnou a příjemnou ženu, která je mnohem vzdělanější, než se na jemnou dámu sluší; zdá se však, že si mezi spartskými zákony, římskou politikou, Epikúrovou filozofií a důvtipem svatého Evremunda vytvořila zcela vlastní, naprosto mimořádný systém".
Dne 20. června 1760 se provdala za skotského lékaře Dr. George Macaulaye (1716-1766). Společně se přestěhovali do St James's Place v Londýně. V manželství setrvali šest let až do jeho smrti v roce 1766. Měli spolu jedno dítě, dceru Catharine Sophii Macaulay.
14. listopadu 1778 se znovu vdala, a to za Williama Grahama, což výrazně poškodilo její pověst v zemi. Šlo o velmi kontroverzní sňatek z důvodu věkového rozdílu obou manželů (Macaulay bylo 47 let, zatímco jejímu manželovi pouze 21). Žila následně v Bath a poté v Binfield, Berkshire. Sňatek byl kontroverzní i z toho důvodu, že William byl mladším bratrem sexuologa Jamese Grahama, vynálezce erotického stroje známého jako „nebeské lůžko“.

## Dějiny Anglie
Dějiny Anglie jsou nejvýznamnějším dílem Macaulay, které sepsala v letech 1763 - 1783 v celkem 8 svazcích. Celý název díla původně zněl: The History of England from the Accession of James I to that of the Brunswick Line (Dějiny Anglie od nástupu krále Karla I. až po Brunšvickou dynastii). Během sepisování svazků se však rozhodla zúžit zachycené období, a proto název změnila na The History of England from the Accession of James I to the Revolution (Dějiny Anglie od nástupu krále Karla I. až po (Slavnou) Revoluci). Díky tomuto dílu se stala první Anglickou historičkou, a jedinou historičkou své doby. Její dílo mělo významný úspěch, a učinilo z ní po vydání prvního svazku slavnou a uznávanou osobu.
Dějiny Anglie jsou politickými dějinami sedmnáctého století. První a druhý svazek zahrnují léta 1603-1641, třetí a čtvrtý svazek léta 1642-1647, pátý svazek léta 1648-1660, šestý a sedmý svazek léta 1660-1683 a poslední svazek léta 1683-1689. Macaulayová zvolila toto období, protože, jak napsala v prvním svazku, chtěla "učinit zadost památce našich slavných předků". Litovala, že její současníci zapomněli, že výsady, kterým se těší, si vybojovali "muži, kteří s rizikem a dokonce i se ztrátou života napadli hrozivé nároky rodu Stewartů a vztyčili prapory svobody proti tyranii, která byla zavedena po dobu více než sto padesáti let". Domnívala se, že Anglosasové měli svobodu a rovnost s reprezentativními institucemi, ale že o ně přišli po dobytí Normany. Dějiny Anglie by se tedy dle ní daly shrnout jako kontinuální snaha o navrácení této rovnosti a svobody. Z tohoto důvodu se vnímala jako republikánka, a ve svém díle důrazně uvádí Anglickou republiku jako „nejzářivější věk, který kdy ozdobil stránky dějin... Historie lidstva nikdy neposkytla příklad vlády, tak nové a tak hrozivé pro své nepřátele, jako byla v tomto období Anglická republika“. Dle Macaulay byl anglický parlament "nejvlastenečtější vládou, která kdy požehnala nadějím a vojenskému úsilí našeho statečného lidu". Boj parlamentní armády s tou královskou poté popsala jako: "(boj) nebyl obchodem s krví, ale prosazováním zásad a poslušností volání svědomí, a chování vojáků bylo nejen bez drzosti, ale bylo i laskavé a humánní".
Macaulay ospravedlňovala popravu krále Karla I. tvrzením, že "králové, služebníci státu, musí ztratit právo na vládu, stanou-li se tyrany". V návaznosti na argumentaci z Obrany anglického lidu od Johna Miltona tvrdila, že "přísahy věrnosti je třeba chápat jako podmíněně závazné. Tyto přísahy je třeba hodnotit podle toho, jak je králové dodržují. A ani Boží zákony, ani příroda, nám neříkají, že nemůžeme zvolit vhodnější formy vlády, když král selže".
Macaulay byla nicméně ostře kritická k protektoru Oliveru Cromwellovi, kterého odsoudila jako "marnivého uzurpátora" a jako "jedince, který se nijak nevyvyšuje nad své bratry v žádné z těch soukromých vlastností, které tvoří skutečnou velikost charakteru, ani nevyniká žádnou vlastností, ale jen mírou marnivé a ničemné ctižádosti". Dle Macaulay byl Cromwell zodpovědný za ukončení "období národní slávy..., kdy Anglie po tak dlouhém podřízení monarchické tyranii dokázala v konstituci své vlády překonat... všechny okolnosti slávy, moudrosti a štěstí, které se týkají starověkých nebo moderních říší".
Její pohled na Slavnou revoluci z roku 1688 byl rovněž kritický. Uznávala, že revoluční uspořádání omezilo moc koruny a odmítlo "dědičné nezcizitelné právo" ve prospěch "smlouvy s lidem" jako základu moci monarchie. Tvrdila však také, že vlastenci zanedbali "tuto vhodnou příležitost odříznout všechny výsady koruny", které "oprávněně přičítali neštěstí a škody, které národ utrpěl". Revoluční uspořádání nepřipustilo "žádné z těch zdokonalení a vylepšení, které jim zkušenost lidstva umožnila učinit ve vědě o politické bezpečnosti".
Macaulay sdílela antikatolicismus svých kolegů radikálů a v kapitole věnované irskému povstání v roce 1641 psala o "neustálých pokusech papežů všemi způsoby znovu přivést všechny věci k podřízení římské církvi; o jejich proklamované maximě, že víru nelze udržovat s kacíři; o jejich náboženských zásadách, které jsou vypočítány na podporu despotické moci a neslučují se s géniem svobodné ústavy".
V celém díle Macaulay projevovala zájem o morální charakter a chování poddaných. Vlastní prospěch byl v jejích očích nejhorší chybou, které byl král, či jakýkoliv jiný politik schopen. Kritizovala "jejich zjevnou oddanost politice spíše pro osobní prospěch než pro rozvoj svobody". Její přístup byl moralizující, neboť věřila, že republiku může vytvořit pouze ctnostný lid.
Whigové první svazky Dějin uvítali jako whigovskou odpověď na "toryovské" Dějiny Anglie Davida Huma. V roce 1768 vztahy mezi ní a Whigy ochladly, neboť při vydání čtvrtého svazků jejího díla, který se zabýval procesem a popravou Karla I. Macaulay vyjádřila názor, že Karlova poprava byla oprávněná. V díle zároveň pochválila Anglický spolek a projevila republikánské sympatie, což strana Whigů nepřijala.
Thomas Hollis si do svého deníku (30. listopadu 1763) zapsal, že "historie je Macaulay napsána poctivě a se značnou schopností a duchem; je plná nejsvobodnějších a nejušlechtilejších citů Svobody." Horace Walpole napsal Williamu Masonovi a se souhlasem citoval názor Thomase Graye, že je to "nejrozumnější, neafektovanější a nejlepší historie Anglie, jakou jsme dosud měli".
Na počátku roku 1769 Horace Walpole zaznamenal večeři se "slavnou paní Macaulayovou": "Později však Walpole změnil názor: "Historička, která je věci svobody nakloněna stejně jako fanatici církvi a roajalisté tyranii, působila mužně a s vážností filozofa. Příliš zaujatá, než aby se ponořila do příčin, připisuje všechno tyranským názorům, nic vášním, slabosti, omylu, předsudkům a ještě méně tomu, co působí nejčastěji a co ji svou neznalostí méně kvalifikovalo pro historika – náhodě a malým pohnutkám".
William Pitt dílo Macaulay v Dolní sněmovně pochválil a odsoudil Humovu toryovskou zaujatost. Pochvalně se vyjádřili také Joseph Priestley a John Wilkes. Kolem roku 1770 napsal lord Lyttelton, že Macaulayová je "velmi zázračná" a její portréty jsou "na každém tiskařském pultu". Byla zhotovena její porcelánová figurka z porcelánu Derby. Byla rovněž jednou z prvních voskových figurín v životní velikosti od Patience Wrightové. James Burgh v roce 1774 napsal, že Macaulayová psala "za účelem vštípit lidem v Británii lásku ke svobodě a vlasti". Francouzští státníci Mirabeau, Jacques Pierre Brissot a markýz de Condorcet obdivovali Dějiny jako korektiv k Humovi a v roce 1798 je francouzské ministerstvo vnitra doporučilo v seznamu děl vhodných pro školní ceny.
Její sláva skončila v roce 1778, kdy se znovu kontroverzně provdala za Williama Grahama. Následně jí mnoho jejích přátel a příznivců opustilo. Po svém kontroverzním manželství se stáhla do ústraní, a již dále veřejně nevystupovala.
Macaulay chtěla také napsat Dějiny Anglie od revoluce po současnost, dokončen však byl pouze první díl (zahrnující léta 1688–1733).

## Politická filozofie
Macaulay byla v 60. a 70. letech 17. století spojena se dvěma politickými skupinami: s Whigy a Wilkesovci. Sympatizovala také s kauzou amerických kolonistů. Zajímala se však spíše o polemiku jejich boje, než o každodenní strategii faktické války. Během Wilkesovského sporu v 60. letech 17. století byla stoupenkyní Johna Wilkese a úzce spolupracovala s radikální Společností pro podporu Listiny práv. Obě tyto skupiny chtěly reformovat parlament. V roce 1790 Macaulayová tvrdila, že ve svém díle mluví výhradně pouze o politické nerovnosti, a zdůrazňovala, že "neargumentuje proti majetkové nerovnosti, která musí více či méně existovat ve všech společnostech". Macaulay se postavila proti emancipaci katolíků a v roce 1768 kritizovala ty, "kteří předstírají, že jsou přáteli svobody, a (z afektu liberálního smýšlení) tolerují papežence". Obyvatele Korsiky považovala za lidi "pod vlivem papežského diktátu" a doporučovala jim Miltonova díla k ,, jejich duchovnímu osvícení".
Podporovala korsického exulanta Pasquala Paoliho. Rovněž vytvořila návrh demokratické ústavy, ve kterém prosazovala dvoukomorový státní parlament (senát a lidové shromáždění). Napsala, že "druhý řád je nezbytný, protože ... bez toho, aby lid měl dostatečnou autoritu k tomu, aby byl takto tříděn, nemůže existovat žádná svoboda". Lidové shromáždění by mělo mít právo odvolat se proti rozhodnutí soudu k Senátu. Rovněž by měla být zavedena rotace všech veřejných funkcí, aby se zabránilo korupci. Zaveden by měl být rovněž agrární zákon, který by omezil množství půdy, kterou může jednotlivec zdědit, aby se zabránilo vzniku aristokracie. Tvrdila, že je třeba, aby byla "neomezená moc uložena v rukou nějaké osoby, která by byla schopna náročného úkolu usadit takovou vládu", a tvrdila, že by to měl být Paoli. Paoli se však od Macaulay distancoval, protože jeho jediným zájmem bylo udržet anglickou podporu pro Korsiku, nikoli zasahovat do domácí politiky Anglie.
Macaulay zaútočila na knihu Edmunda Burka „Myšlenky o příčinách současné nespokojenosti“. Napsala, že kniha je "dostatečně jedovatá, aby zničila všechnu tu trochu ctnosti a porozumění pro zdravou politiku, která v národě zbyla", a její napsání bylo motivováno "zkaženým principem vlastního zájmu" "aristokratické frakce a strany", jejichž hlavním cílem byl návrat k moci. Burke podle jejího názoru neviděl, že problém spočívá v korupci, která má svůj původ ve Slavné revoluci. Parlament byl redukován na "pouhý nástroj královské správy", místo aby kontroloval výkonnou moc. Macaulay prosazovala výhradně systém rotace poslanců a "rozšířenou a rovnou volební pravomoc".
Žádné historické ani politické dílo Macaulay se nezabývalo právy žen. Ve své podpoře parlamentní reformy nikdy nepočítala s udělením volebního práva ženám.
Byla silně ovlivněna díly Jamese Harringtona, zejména jeho přesvědčením, že majetek je základem politické moci.
Během návštěvy Francie v roce 1774 povečeřela s francouzským státníkem a ekonomem Turgotem, který se jí zeptal, zda si chce prohlédnout Versailleský palác. Odpověděla, že "netouží vidět sídlo zdejších tyranů, když ještě neviděla ani sídlo toho našeho (krále Jiřího III.)".
Jejím posledním dílem byla pamfletová odpověď na Burkovy Úvahy o revoluci ve Francii (1790). Napsala, že je správné, že Francouzi nevyměnili Ludvíka XVI., protože by to zkomplikovalo jejich úkol zajistit svobodu. Na Burkovu kritiku toho, že doba rytířství je pryč, odpověděla tvrzením, že společnost je třeba osvobodit od "falešných představ o cti", které nejsou ničím jiným než "metodickým sentimentálním barbarstvím".
Zatímco Burke podporoval spíše dědičná práva Angličanů (tedy taková, která stanovil suverén – monarcha), nežli abstraktní práva člověka, Macaulay tvrdila, že Burkova teorie zákonů jakožto darů od monarchů znamená, že monarchové mohou stejně snadno odejmout práva, která udělili. Pouze jejich prohlašováním za přirozená práva je bylo možné zajistit. "Chlubivé přirozené právo Angličana" vždy považovala za "arogantní domýšlivost", protože naznačovalo "jakési vyloučení zbytku lidstva ze stejných výsad".

## Návštěva USA
Osobně se stýkala s mnoha předními osobnostmi americké revoluce. Byla první anglickou radikálkou, která po získání nezávislosti navštívila Ameriku, kde pobývala od 15. července 1784 do 17. července 1785. Macaulay navštívila Jamese Otise a jeho sestru Mercy Otisovou Warrenovou. Mercy poté napsala, že Macaulay je "dáma, jejíž zdroje vědomostí se zdají být téměř nevyčerpatelné", a Johnu Adamsovi napsala, že je to "dáma s neobyčejným talentem, velitelským géniem a brilantním myšlením". Podle Mercyina životopisce měla Macaulay na Mercy "hlubší vliv než kterákoli jiná žena její doby". Poté navštívila New York a setkala se s Richardem Henrym Leem, který poté poděkoval Samuelu Adamsovi za to, že ho seznámil s "touto vynikající dámou".
Na doporučení Leeho a Henryho Knoxe se Macaulay ubytovala v Mount Vernonu u George Washingtona a jeho rodiny. Washington poté Leeovi napsal, že ho potěšilo setkání s "dámou ... jejíž zásady jsou tolik a tak oprávněně obdivovány přáteli svobody a lidstva".

## Poslední roky života
Podle Mary Hays Macaulay „dostala od generála Washingtona mnoho materiálů“ za účelem toho, aby sepsala dějiny americké revoluce, ale „její zdravotní stav jí v tom zabránil“. Macaulay napsala Mercy v roce 1787: "Kdybych byla opět mladá, určitě bych se pustila do dějin Vaší nedávné slavné revoluce. Ale vzhledem k tomu, jak se věci mají, musím z mnoha důvodů takový úkol odmítnout."
Zemřela 22. června 1791 v George Binfieldu v hrabství Berkshire a byla pohřbena v tamním farním kostele Všech svatých po dlouhodobé nemoci.